# Ворошиловградська обласна рада депутатів трудящих I скликання
Ворошиловградська обласна рада депутатів трудящих першого скликання — представничий орган Ворошиловградської області 1939-1947 років.
Нижче наведено список депутатів Ворошиловградської обласної ради 1-го скликання, обраних 24 грудня 1939 року. Всього до Ворошиловградської обласної ради 1-го скликання було обрано 87 депутатів. До складу обласної ради обрано 64 чоловіків та 23 жінок. За партійною приналежністю: 65 членів ВКП(б), 3 комсомольців і 19 безпартійних. За професією: 32 робітників, 31 службовець, 21 колгоспник і 3 військовослужбовці.
| Прізвище, ім'я, по-батькові       | Виборчий округ                     | Посада                                                                            | Примітки |
| --------------------------------- | ---------------------------------- | --------------------------------------------------------------------------------- | -------- |
| Бакумець Іван Йосипович           | Центрально-Боковський № 54         |                                                                                   |          |
| Бартеньова Клавдія Никифорівна    | Первомайський № 59                 |                                                                                   |          |
| Бебешев Герасим Федорович         | Ворошиловський № 12                |                                                                                   |          |
| Белевський Іван Матвійович        | Красно-Луцький № 29                |                                                                                   |          |
| Бешлик Олександр Сергійович       | Лутугинський № 64                  |                                                                                   |          |
| Бойко Костянтин Петрович          | Пролетарський № 49                 | секретар виконавчого комітету Ворошиловградської обласної ради депутатів трудящих |          |
| Бородавко Лука Максимович         | Старобільський № 71                |                                                                                   |          |
| Бочаров Арістарх Панасович        | Успенський № 63                    |                                                                                   |          |
| Бурлуцький Ілля Власович          | Кремінський № 41                   |                                                                                   |          |
| Бутков Олексій Захарович          | Старобільський № 72                |                                                                                   |          |
| Буштець Пелагія Володимирівна     | Кагановицький № 35                 |                                                                                   |          |
| Винников Дмитро Кузьмич           | Боково-Антрацитовський № 54        |                                                                                   |          |
| Власов Йосип Михайлович           | Марковський № 74                   |                                                                                   |          |
| Водолазов Іван Павлович           | Стахановський № 8                  | майстер слюсарно-вузлового збирання Ворошиловградського паровозобудівного заводу  |          |
| Ганусова Поліна Павлівна          | Білолуцький № 80                   |                                                                                   |          |
| Глеков Гаврило Григорович         | Серговський № 19                   | кріпильник шахти «Ілліч» тресту «Серговугілля»                                    |          |
| Голофеєвський Тимофій Павлович    | Паркомунівський № 15               | 1-й секретар Ворошиловградського обкому ЛКСМУ                                     |          |
| Громадська Анастасія Андріївна    | Рубіжанський № 42                  |                                                                                   |          |
| Донченко Василь Іванович          | Красноармійський № 7               |                                                                                   |          |
| Дубенко Степан Трохимович         | Ново-Астраханський № 81            |                                                                                   |          |
| Дюканов Мирон Дмитрович           | Серговський № 20                   |                                                                                   |          |
| Єрохін Михайло Михайлович         | Михайловський № 16                 | секретар Ворошиловградського обкому КП(б)У із кадрів                              |          |
| Захаров Петро Панасович           | Кіровський № 65                    | 2-й секретар Ворошиловградського обкому КП(б)У                                    |          |
| Зверєв Петро Якович               | Чкаловський № 6                    | голова виконавчого комітету Ворошиловградської міської ради                       |          |
| Кабанов Микола Федорович          | при селищній раді шахти № 7-8 № 32 |                                                                                   |          |
| Карцева Ольга Іванівна            | Брянський № 23                     |                                                                                   |          |
| Квасов Михайло Єгорович           | імені Пархоменка № 10              | 1-й секретар Ворошиловградського обкому КП(б)У                                    |          |
| Кисла Наталія Онисимівна          | Ново-Айдарський № 70               |                                                                                   |          |
| Клименко Антоніна Єлисеївна       | Євсугський № 79                    |                                                                                   |          |
| Коваленко Фадій Олексійович       | Штергресовський № 31               |                                                                                   |          |
| Колупаєв Прокіп Максимович        | Покровський № 86                   |                                                                                   |          |
| Коновалов Тимофій Григорович      | Краснодонський № 67                |                                                                                   |          |
| Корсачов Єфрем Федорович          | Петровський № 68                   |                                                                                   |          |
| Костіна Зінаїда Мойсеївна         | Климовський № 1                    | майстер Ворошиловградського патронного заводу № 60                                |          |
| Кравченко Пелагія Іпатіївна       | Фрунзенський № 67                  |                                                                                   |          |
| Кузьменко Ірина Мефодіївна        | Сватовський № 73                   |                                                                                   |          |
| Латиш Іван Терентійович           | Біловодський № 76                  |                                                                                   |          |
| Лисиков Василь Омелянович         | Красно-Луцький № 30                | начальник третьої дільниці шахти № 16 імені «Известий»                            |          |
| Макеєв Сергій Матвійович          | імені Рудя № 4                     |                                                                                   |          |
| Мальцева Олена Андріївна          | Голубівський № 27                  |                                                                                   |          |
| Марков Олександр Миколайович      | Дяківський № 51                    |                                                                                   |          |
| Мартиненко Ганна Арсентіївна      | Верхнянський № 46                  | лаборантка заводу імені Леніна Лисичанського району                               |          |
| Маслов Петро Микитович            | Горський № 37                      |                                                                                   |          |
| Морозов Онисим Данилович          | Дзержинський № 2                   |                                                                                   |          |
| Нечаєва Улита Степанівна          | Станично-Луганський № 69           |                                                                                   |          |
| Нощенко Петро Хомич               | Лозово-Павловський № 24            | прокурор Ворошиловградської області                                               |          |
| Орлов Терентій Никифорович        | Лисичанський № 45                  |                                                                                   |          |
| Орлова Раїса Євгенівна            | Верхнянський № 47                  |                                                                                   |          |
| Острогляд Марко Трохимович        | Білокуракинський № 75              |                                                                                   |          |
| Паховський Феодосій Костянтинович | Лозно-Олександрівський № 85        | 1-й секретар Кремінського райкому КП(б)У                                          |          |
| Петренко Марія Єфремівна          | Баранниківський № 77               |                                                                                   |          |
| Петров Микола Семенович           | Петровський № 33                   |                                                                                   |          |
| Петрухіна Єлизавета Іванівна      | Казабело-Алмазнянський № 53        |                                                                                   |          |
| Поляков Олександр Іванович        | Пролетарський № 48                 |                                                                                   |          |
| Правниченко Феодора Сергіївна     | Олександрівський № 11              |                                                                                   |          |
| Правосудов Григорій Осипович      | Красно-Луцький № 28                |                                                                                   |          |
| Прасол Родіон Денисович           | Рубіжанський № 43                  |                                                                                   |          |
| Привалов Петро Фролович           | Ворошиловський № 13                | командир 80-ї стрілецької дивізії КОВО, генерал-майор                             |          |
| Рубан Андрій Сергійович           | Кабанський № 40                    | начальник Ворошиловградського обласного земельного відділу                        |          |
| Сбежнєв Дмитро Федорович          | шахти № 8-9 № 55                   |                                                                                   |          |
| Семенов Григорій Олексійович      | Ворошиловський № 14                |                                                                                   |          |
| Січна (Сєчная) Ганна Лаврентіївна | Криворізький № 22                  | доярку колгоспу «Іскра» Серговського району                                       |          |
| Сластін Омелян Овсійович          | Нижнянський № 39                   |                                                                                   |          |
| Смирнова Дарія Миколаївна         | Ново-Світлівський № 65             |                                                                                   |          |
| Сорокін Кирило Федорович          | Слов'яносербський № 66             |                                                                                   |          |
| Степаненко Ольга Іванівна         | Свердловський № 62                 | колгоспниця колгоспу «Червона Луганщина»                                          |          |
| Степанов Олександр Михайлович     | Володарський № 61                  |                                                                                   |          |
| Сумщенко Пилип Якимович           | Кагановицький № 34                 | машиніст депо імені Л.М.Кагановича                                                |          |
| Тацій Іван Васильович             | Троїцький № 87                     |                                                                                   |          |
| Титарєва Катерина Микитівна       | Нижньо-Дуванський № 84             |                                                                                   |          |
| Федоров Микола Федорович          | Нагольно-Тарасівський № 52         |                                                                                   |          |
| Харичев Костянтин Васильович      | Оленівський № 18                   |                                                                                   |          |
| Хахарєв Михайло Миколайович       | імені Тельмана № 9                 |                                                                                   |          |
| Холодков Михайло Іванович         | Ірминський № 25                    |                                                                                   |          |
| Череватенко Михайло Іванович      | Інститутський № 3                  | начальник УНКВС по Ворошиловградській області                                     |          |
| Чумбар Микола Павлович            | Ровеньківський № 50                | завідувач Ворошиловградського обласного фінансового відділу                       |          |
| Швацький Сергій Семенович         | Первомайський № 36                 |                                                                                   |          |
| Шевкаленко Семен Кирилович        | Краснодонський № 58                | завідувач Ворошиловградського обласного відділу народної освіти                   |          |
| Шевченко Іван Іванович            | Містківський № 83                  |                                                                                   |          |
| Шевченко Марина Миколаївна        | Міловський № 78                    |                                                                                   |          |
| Шевченко Михайло Євгенович        | Селезньовський № 17                | голова виконавчого комітету Ворошиловградської обласної ради депутатів трудящих   |          |
| Шевчук Микита Сергійович          | Лисичанський № 44                  | 1-й секретар Лисичанського райкому КП(б)У                                         |          |
| Шишов Леонід Миколайович          | Довжанський № 60                   |                                                                                   |          |
| Шмеркіна Зінаїда Іллівна          | Голубівський № 26                  | завідувач Ворошиловградського обласного відділу охорони здоров’я                  |          |
| Шморгун Андрій Федотович          | Новопсковський № 82                |                                                                                   |          |
| Шпильовий Володимир Микитович     | Серговський № 21                   |                                                                                   |          |
| Якунін Микита Федорович           | Золотівський № 38                  | 3-й секретар Ворошиловградського обкому КП(б)У                                    |          |

7-8 січня 1940 року відбулася 1-а сесія Ворошиловградської обласної ради депутатів трудящих 1-го скликання. Головою облвиконкому обраний Шевченко Михайло Євгенович, заступниками голови: Кабанов Микола Федорович, Захаров Петро Панасович, Тацій Іван Васильович та Шевчук Микита Сергійович. Секретарем облвиконкому обраний Бойко Костянтин Петрович.
Обрано Ворошиловградський облвиконком у складі 19 чоловік: Шевченко Михайло Євгенович — голова облвиконкому; Кабанов Микола Федорович — 1-й заступник голови облвиконкому; Захаров Петро Панасович — заступник голови облвиконкому; Тацій Іван Васильович — заступник голови облвиконкому; Шевчук Микита Сергійович — заступник голови облвиконкому та голова облплану; Бойко Костянтин Петрович — секретар облвиконкому; Квасов Михайло Єгорович — 1-й секретар Ворошиловградського обкому КП(б)У; Голофеєвський Тимофій Павлович — 1-й секретар Ворошиловградського обкому ЛКСМУ; Череватенко Михайло Іванович — начальник Ворошиловградського обласного управління НКВС; Рубан Андрій Сергійович — начальник Ворошиловградського обласного земельного відділу; Чумбар Микола Павлович — завідувач Ворошиловградського обласного фінансового відділу; Шевкаленко Семен Кирилович — завідувач Ворошиловградського обласного відділу народної освіти; Шмеркіна Зінаїда Іллівна — завідувач Ворошиловградського обласного відділу охорони здоров'я; Зверєв Петро Якович — голова Ворошиловградської міської ради; Привалов Петро Фролович — командир 80-ї стрілецької дивізії КОВО, генерал-майор; Сумщенко Пилип Якимович — машиніст депо імені Л.М.Кагановича; Костіна Зінаїда Мойсеївна — майстер Ворошиловградського патронного заводу № 60; Колупаєв Прокіп Максимович; Глеков Гаврило Григорович.